# Leuchtturm Nisos Psyttalias
Der Leuchtturm Nisos Psyttalias (griechisch Φάρος Ψυτάλλειας) steht im Nordosten der Insel Psyttalia. Er wurde am 26. Januar 1856 in Betrieb genommen und markiert seither die Insel Psyttalia und die gegenüberliegende Hafeneinfahrt von Piräus.
Der 28 m hohe, runde Turm mit einem Durchmesser von 3,60 m steht auf einem quadratischen Sockel. Um den Sockel ist ein Gebäude von 7,60 m × 10,70 m errichtet. Die Gebäude sind aus Naturstein in isodomer Bauweise erbaut. Die Stufen der Wendeltreppe im Turm bestehen aus Marmor. Bis in die 1990er Jahre war der Leuchtturm mit einem Wärter besetzt. Aus diesem Grund gibt es neben dem Maschinenraum auch eine Küche im angebauten Gebäude. Der Leuchtturm Nisos Psittalia war der erste Leuchtturm, der mit einer Fresnel-Linse (fünfter Ordnung) ausgestattet war. 12 m südwestlich des Leuchtturms befindet sich das Grab von Louise von Armansperg († 11. September 1835), der Tochter des griechischen Regierungschef Joseph von Armansperg.